# Panyu
Panyu is een district in het zuiden van de stadsprefectuur Guangzhou.

## Geografie
Het oosten van Panyu ligt gelegen aan de hart van de Parelrivierdelta en de Leeuwenzee 獅子洋. Het oosten van Panyu grenst aan Dongguan. Er leven 2.658.397 mensen in Panyu en Panyu heeft een oppervlakte van 770.13 km².
Panyu is verdeeld in negentien grote gemeentes:
- Shiqiaojie 市桥街
- Zhongcun 鍾村鎮
- Shawanjie 沙湾街
- Shiqi 石碁镇
- Dashijie 大石街
- Luopujie 洛浦街
- Shatoujie 沙头街
- Qiaonanjie 桥南街
- Donghuanjie 东环街
- Xinzao 新造镇
- Guweijie 小谷围街
- Shilou 石楼镇
- Hualong 化龙镇
- Lanhe 榄核镇
- Dongyong 东涌镇
- Dagang 大岗镇
- Dalongjie 大龙街
- Nancun 南村镇
- Shibijie 石壁街

## Geschiedenis
De naam Panyu dateert nog uit de tijd toen Qin Shihuang net de Chinese provincie Guangdong veroverde. Het gebied heette vanaf toen (214 v.Chr.) Panyu. De grootste stad van Panyu is een van de oudste steden die China telt. In 204 v.Chr. werd dat de hoofdstad van de oud-Chinese staat Nanyue. De stad Guangzhou heette vroeger Panyu. Op 28 april 2005 ontstond het nieuwe district Nanhai uit het district Panyu.

## Beroemde personen geboren in Panyu, of die Panyu als jiaxiang hebben
- Wang Jingwei (1883-1944), politicus
- Michael Hui (Guangzhou, 1942), acteur, scenarioschrijver en regisseur
- Wang Lee-Hom (Rochester, 1976), zanger en R&B-artiest
- Nicholas Tse (Hong Kong, 1980), Chinees-Canadese Cantopopzanger en acteur
- Xian Xinghai
- Deng Shichang
- He Shanhe
- Henry Fok
- Wong Jim
- Patrick Tse
- Cass Pang
- Francis Ng
- Sandra Ng
- Lawrence Ng
- Nick Cheung Ka-Fai
- Edmund Ho
- Frankie Lam
- Hu Hanmin
- Selina Chow
- Samuel Hui
- Ricky Hui